# Яненко, Иван Григорьевич
Иван Григорьевич Яненко (1933 — 2012) — комбайнер зерносовхоза «Миролюбовский» Пресновского района Северо-Казахстанской области, Казахская ССР. Герой Социалистического Труда (23.06.1966). Член КПСС с 1963 года.

## Биография
Родился в 1933 году в селе Воскресеновка Максимо-Горьковского района Восточно-Казахстанской области Казакской АССР (ныне — Теренкольский район Павлодарской области Казахстана). Русский.
Детство Ивана пришлось на трудные военные годы. Отец ушёл на фронт Великой Отечественной и в 1945 году погиб. Надо было помогать матери, и он вместе с ней трудился по мере своих сил на разных полевых работах в местном колхозе «Воскресеновка».
В 1949 году окончил Белоцерковскую школу механизации сельского хозяйства, после чего стал работать комбайнером в колхозе «Воскресеновка». В 1952—1954 годах проходил срочную службу в Советской Армии.
По увольнении в запас вернулся в Казахстан, как раз в разгар кампании по освоению целинных и залежных земель. В 1955—1959 годах он работал комбайнером-шофёром Явленского зерносовхоза Ленинского района Северо-Казахстанской области Казахской ССР.
В 1959 году перешёл в зерносовхоз «Миролюбовский» Пресновского района Северо-Казахстанской области. К этому времени он уже был мастером вождения зерновых комбайнов. В первый же год его выработка на жатве составила 875 гектаров. При этом он сберёг 225 килограммов горючего. В 1963 году вступил в КПСС.
В 1965 году Иван Григорьевич далеко перекрыл свои первые достижения, скосив и обмолотив хлеба на площади 1950 гектаров, сэкономив при этом 685 килограммов горючего. Труд комбайнера стал втрое продуктивнее и во столько же раз возросло его умение беречь материалы. Кроме того, за семилетку (1959—1965) он сэкономил 1800 рублей совхозных денег на ремонте техники. По всем производственным показателям он занял первое место в социалистическом соревновании среди механизаторов Северо-Казахстанской области. За этот успех Центральный Комитет Компартии Казахстана и Совет Министров Казахской ССР наградили его почётным дипломом, а имя И. Г. Яненко было занесено в Золотую книгу почёта Казахской ССР.
Указом Президиума Верховного Совета СССР от 23 июня 1966 года за увеличение производства и заготовок зерна, кормовых культур и высокопроизводительное использование сельскохозяйственной техники Яненко Ивану Григорьевичу присвоено звание Героя Социалистического Труда с вручением ордена Ленина и золотой медали «Серп и Молот».
Продолжал и дальше трудиться в совхозе умело и высокопроизводительно, за что в 1972 году был награждён орденом Трудового Красного Знамени, а в 1976 году — орденом Октябрьской Революции.
Избирался депутатом Северо-Казахстанского областного Совета депутатов трудящихся.
В 1990 году вышел на заслуженный отдых. На пенсии проживал в Павлодаре — областном центре Павлодарской области Казахстана.

## Награды
- Золотая медаль «Серп и Молот» (23.06.1966);
- орден Ленина (23.06.1966)
- орден Октябрьской Революции (24.12.1976)
- орден Трудового Красного Знамени (13.12.1972)
- Медаль «В ознаменование 100-летия со дня рождения Владимира Ильича Ленина»
- Медаль «За освоение целинных земель» (1957)
- медалями Выставки достижений народного хозяйства
- и другими
- награждён почётным дипломом Центрального Комитета Компартии Казахстана и Совета Министров Казахской ССР
- Отмечен грамотами и дипломами.